# Whoopie Sling

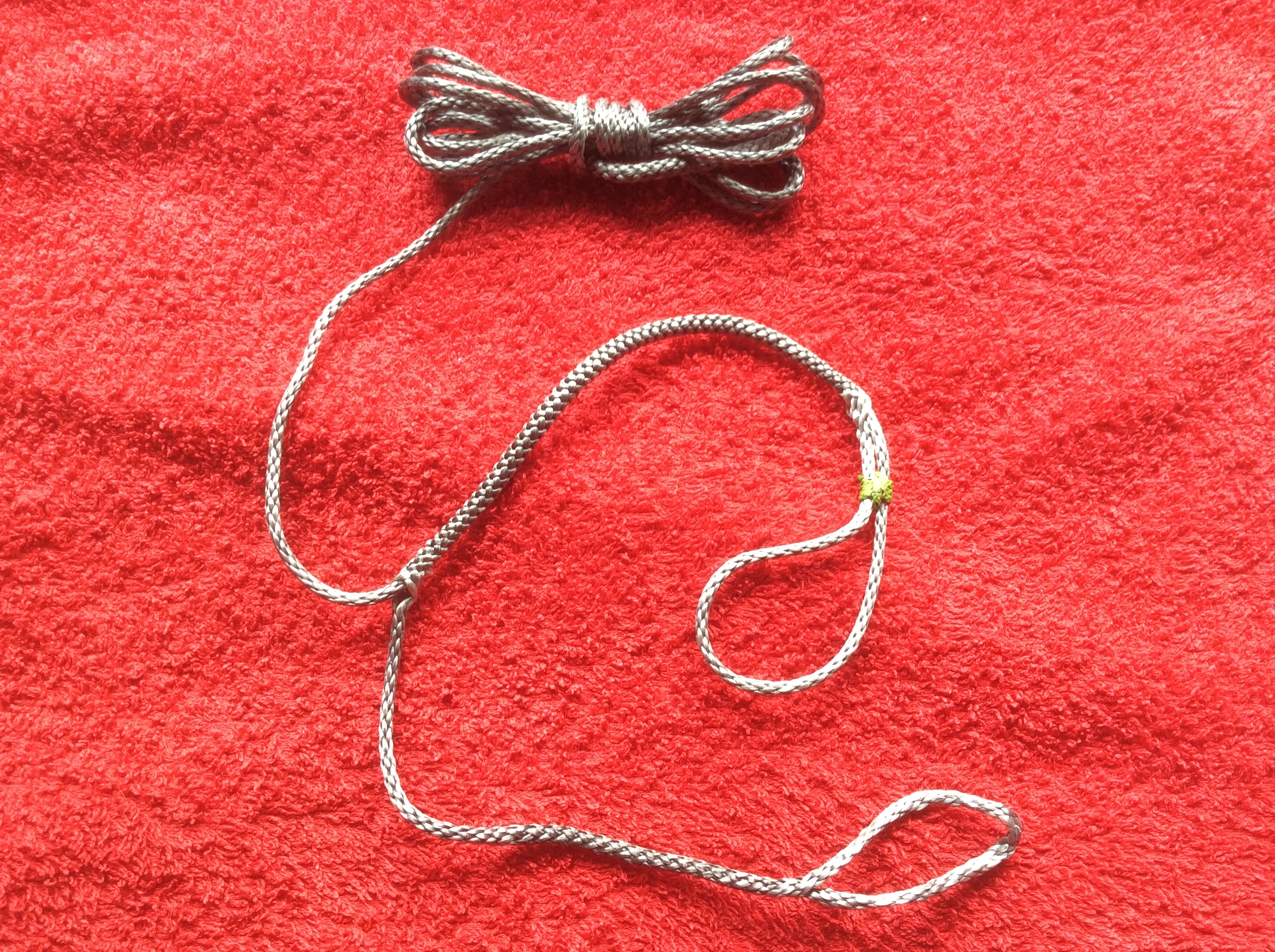
Eine Whoopie Sling aus 3 mm Dyneemaschnur, wie sie für Hängemattencamping verwendet wird.

Eine Whoopie Sling ist eine einfach verstellbare Schlinge, die in der Baumpflege und zur Aufhängung von Hängematten verwendet wird.
Whoopie Slings werden aus spleißbaren und stark belastbaren Schnüren hergestellt (z. B. aus Dyneema, einer besonders reißfesten Polyethylen-Faser). Sie können eine beliebige Länge besitzen und haben eine sehr hohe Festigkeit. An einem Ende sitzt eine feste Schlaufe, am anderen die verstellbare Schlinge.
Die verstellbare Schlinge an dem einen Ende des Seils wird teilweise innerhalb des Seils mittels Spleiß in sich selbst zurückgeführt. Die eingestellte Länge wird dann bei Zugbelastung von der äußeren Lage des Seils zusammengepresst und somit fixiert. Durch das Lockern dieser Fixierung durch einfaches Zusammenschieben des äußeren Seils ist der Benutzer in der Lage, die Größe der Schlinge beliebig anzupassen.